# Mocsári sarlósmoha
A mocsári sarlósmoha (Drepanocladus aduncus) egy pleurokarp, nedves réteken, mocsarakban, lápokban, kis állóvizekben előforduló lombosmoha faj. Általában sárgászöld színű gyep alkot, azonban magányosan is nőhetnek a növények. Magyar nevét hajlott, sarlóhoz hasonló hajtáscsúcsi leveleiről kapta.

## Jellemzői
A mocsári sarlósmoha körülbelül 5–10 cm nagyságú, oldalágai szabálytalanul ágaznak el.  A levelek hosszúkás lándzsa alakúak, épszélűek, a csúcsnál sem fogazottak. A csúcsi levelek hajlott, sarló alakúak. A saroksejtek, nagy méretűek, téglalap alakúak, jól elkülönülő csoportot alkotnak a levelek alján. A többi levélsejt, keskeny, hosszúkás alakúak. A levélér nem túl erős, a levél közepéig, 2/3-áig ér. Sporofitont rendkívül ritkán növeszt Magyarországon. Mind méretben, mind színben változatos megjelenésű mohafaj, de a levelek sejtjeinek alakja alapján jól azonosítható.

## Élőhelye, elterjedése
A nedves élőhelyet kedvelő mohafaj. Vizes, nedves réteken, mocsarakban, lápokban, patak és tópartokon gyakori.
A Földön az egész az északi féltekén gyakori, de megtalálható még néhány helyen a Dél-Amerikában, Új-Zélandon és Ausztráliában is. Magyarországon gyakori faj, vörös listás besorolása: nem veszélyeztetett (LC).

## Fordítás
Ez a szócikk részben vagy egészben  a   Drepanocladus_aduncus című német Wikipédia-szócikk ezen változatának fordításán alapul.  Az eredeti cikk szerkesztőit annak laptörténete sorolja fel. Ez a jelzés csupán a megfogalmazás eredetét és a szerzői jogokat jelzi, nem szolgál a cikkben szereplő információk forrásmegjelöléseként.